# دوولتوون (تنسی)
دوولتوون(به انگلیسی: Dowelltown) شهری در ایالت تنسی کشور ایالات متحده آمریکا است که جمعیت آن در سرشماری سال ۲۰۱۰ میلادی، ۳۵۵ نفر بوده‌است.

## نگارخانه

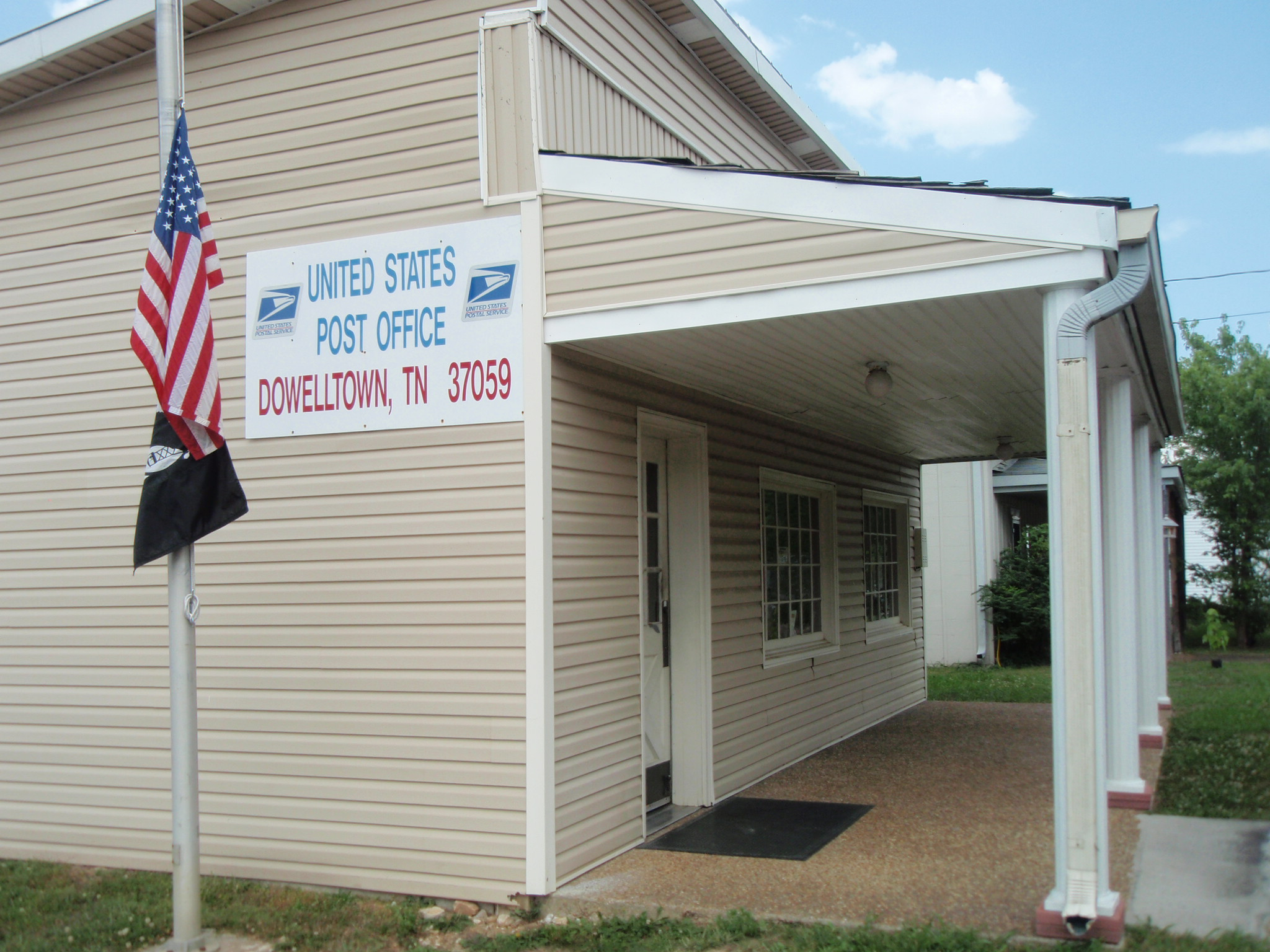
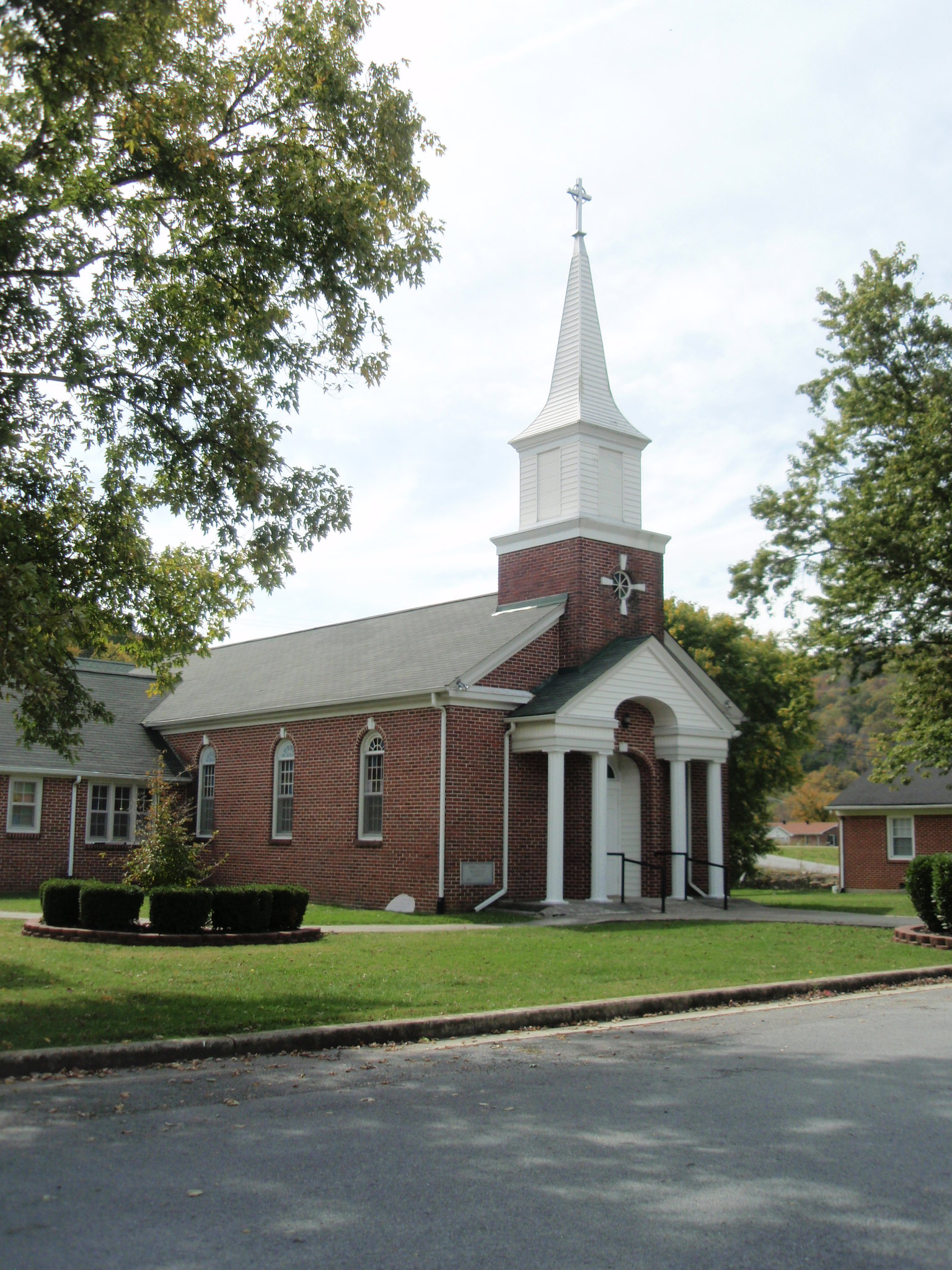